# Торнтон, Фрэнк
Фрэнк То́рнтон (англ. Frank Thornton; 15 января 1921[…], Лондон — 16 марта 2013[…], Лондон) — английский актёр театра, кино и телевидения, офицер ВВС Великобритании. Наиболее знаком зрителю по роли капитана Пикока в сериале «Спасибо за покупку» и по роли полицейского Герберта Трулава в сериале «Бабье лето».

## Биография
Фрэнк Торнтон Болл родился 15 января 1921 года в Лондоне, в районе Далуич боро Саутуарк. Отец — Уильям Эрнест Болл, органист в местной церкви Святого Стефана; мать — Розайна Мэри (Торнтон).
Отец с детства пытался приобщить сына к музыкальному искусству, но Фрэнку это показалось слишком тяжёлым, он с пяти лет выказывал желание играть на сцене и в кино. Торнтон окончил школу Эллейнс и стал, по настоянию отца, который хотел для сына «серьёзной работы», заниматься страховым делом. Тем не менее, по вечерам он посещал актёрские курсы, и через два года преподаватели, видя способности юноши, предложили ему перейти на полноценное дневное обучение. Торнтон сумел объяснить отцу, почему он бросил страхование, и даже уговорил его оплачивать своё актёрское обучение.
С началом Второй мировой войны 18-летний Торнтон поначалу не был призван в армию, а был эвакуирован вместе с драматической школой, в которой обучался, в Ирландию, где они давали представления, там же состоялся сценический дебют актёра. Тем не менее, вскоре актёр ушёл на фронт: был так называемым рядовым «воздушником» ВВС, затем «старшим воздушным рядовым», дослужился до пилота-офицера (с 1 июня 1945 года), стал «летающим офицером». Демобилизовался в 1947 году и почти сразу же поступил на службу в репертуарный театр.
В 1950 году Торнтон впервые появился на телевидении: это была небольшая роль моряка в одном выпуске программы-антологии англ. Sunday Night Theatre. Дебют актёра на широком экране состоялся четырьмя годами позже: он сыграл роль инспектора в криминальном фильме «Таксист под прикрытием». Торнтон продолжал сниматься почти до самой своей смерти, последний фильм с его участием вышел, когда актёру был 91 год.
Фрэнк Торнтон скончался 16 марта 2013 года во сне от естественных причин (старость) в своём доме в районе Барнс боро Ричмонд-апон-Темс, Лондон.
Личная жизнь
5 июня 1945 года Торнтон женился на малоизвестной актрисе Берил Эванс, с которой и прожил всю жизнь до самой своей смерти (брак продолжался без малого 68 лет). У пары есть дочь Джейн.

## Избранная фильмография
За 62 года своей кино-карьеры Фрэнк Торнтон снялся почти в полутора сотнях фильмов и сериалов.

### Широкий экран
- 1954 — Таксист под прикрытием[англ.] / Radio Cab Murder — инспектор Финч
- 1958 — Битва за Фау-1[англ.]  / Battle of the V-1 — британский учёный (в титрах не указан)
- 1961 — Имитатор[англ.]  / The Impersonator — сержант полиции (в титрах не указан)
- 1961 — Жертва / Victim — Джордж, помощник Генри (в титрах не указан)
- 1962 — Потускневшие герои[англ.]  / Tarnished Heroes — траншейный офицер
- 1962 — Процесс и ошибка[англ.] / The Dock Brief — фотограф на свадьбе Герберта Фоула
- 1964 — Гробница Лигейи / The Tomb of Ligeia — Пеперел
- 1964 — Актёр[англ.] / The Comedy Man — продюсер (в титрах не указан)
- 1965 — Большое ограбление[англ.]  / The Big Job — официальный представитель банка
- 1965 — Ранняя пташка / The Early Bird — пьяный доктор
- 1965 — Игра в убийство[англ.] / The Murder Game — диктор на радио
- 1965 — англ. Gonks Go Beat — мистер A&R
- 1966 — Продолжаем кричать![англ.] / Carry On Screaming! — мистер Джонс
- 1966 — Забавная история, случившаяся по дороге на форум / A Funny Thing Happened on the Way to the Forum — римский часовой
- 1968 — Блаженство миссис Блоссом[англ.]  / The Bliss of Mrs. Blossom — менеджер фабрики
- 1968 — Блоха в её ухе[англ.] / A Flea in Her Ear — Чарльз, дворецкий
- 1969 — Пока смерть не разлучит нас[англ.] / Till Death Us Do Part — офицер-оценщик
- 1969 — Бюро убийств[англ.] / The Assassination Bureau — жертва в лифте
- 1969 — англ. Crooks and Coronets — Сирил
- 1969 — Жилая комната[англ.] / The Bed-Sitting Room — «Би-би-си»
- 1969 — Чудотворец / The Magic Christian — полицейский инспектор (в титрах не указан)
- 1970 — Частная жизнь Шерлока Холмса / The Private Life of Sherlock Holmes — швейцар (носильщик?)
- 1970 — англ. The Rise and Rise of Michael Rimmer — Том Стоддарт
- 1971 — англ. Up the Chastity Belt — церемониймейстер
- 1972 — Наша мисс Фред[англ.]  / Our Miss Fred — британский полковник
- 1972 — Благослови этот дом[англ.] / Bless This House — мистер Джонс
- 1973 — Степту и сын снова в седле[англ.]  / Steptoe and Son Ride Again — мистер Расселл
- 1973 — Дигби, самый большой пёс в мире[англ.] / Digby, the Biggest Dog in the World — агент по недвижимости
- 1973 — Три мушкетёра / The Three Musketeers — мужчина в маленькой карете (в титрах не указан)
- 1974 — Вампира[англ.]  / Vampira — мистер Кинг
- 1977 — Спасибо за покупку[англ.]  / Are You Being Served? — капитан Стивен Пикок
- 2001 — Госфорд-парк  / Gosford Park — мистер Бёркетт
- 2012 — Беги за своей женой[англ.]  / Run for Your Wife — мужчина, выходящий из автобуса

### Телевидение
- 1959—1960 — Всего четыре мужчины[англ.] / The Four Just Men — разные роли (в 11 эпизодах)
- 1960—1962 — Это квадратный мир[англ.] / It's a Square World — разные роли (в 9 выпусках)
- 1961—1964, 1970, 1972, 1973 — Комедийный театр[англ.] / Comedy Playhouse — разные роли (в 7 выпусках)
- 1961, 1962, 1966, 1973 — Театр в кресле[англ.] / Armchair Theatre — разные роли (в 4 выпусках)
- 1962—1965, 1973 — Степту и сын[англ.] / Steptoe and Son — разные роли (в 5 эпизодах)
- 1963 — Шоу Бенни Хилла / The Benny Hill Show — разные роли (в 2 выпусках)
- 1972—1979, 1981, 1983, 1985 — Спасибо за покупку[англ.] / Are You Being Served? — капитан Стивен Пикок (в 69 эпизодах)
- 1975, 1985, 1998, 2002 — Это твоя жизнь[англ.] / This Is Your Life — камео (в 5 эпизодах)[7]
- 1989 — Большой Дружелюбный Великан[англ.] / The BFG — мистер Тиббс (озвучивание)
- 1992—1993 — Изящество и польза[англ.] / Grace & Favour — капитан Стивен Пикок (в 12 эпизодах)
- 1997—2010 — Бабье лето[англ.] / Last of the Summer Wine — полицейский Герберт Трулав (в 135 эпизодах)